# 阿多尼斯之死 (马佐利)
《阿多尼斯之死》是意大利雕塑家朱塞佩·马佐利的一尊大理石雕塑，雕刻于 1700-1710 年，1923年进入冬宫，藏于圣彼得堡 冬宫博物馆。 阿多尼斯之死的故事出自奥维德的《《变形记》》，表现这位维纳斯钟爱的英俊青年，在外出狩猎野猪时死去。 